# アズチグモ

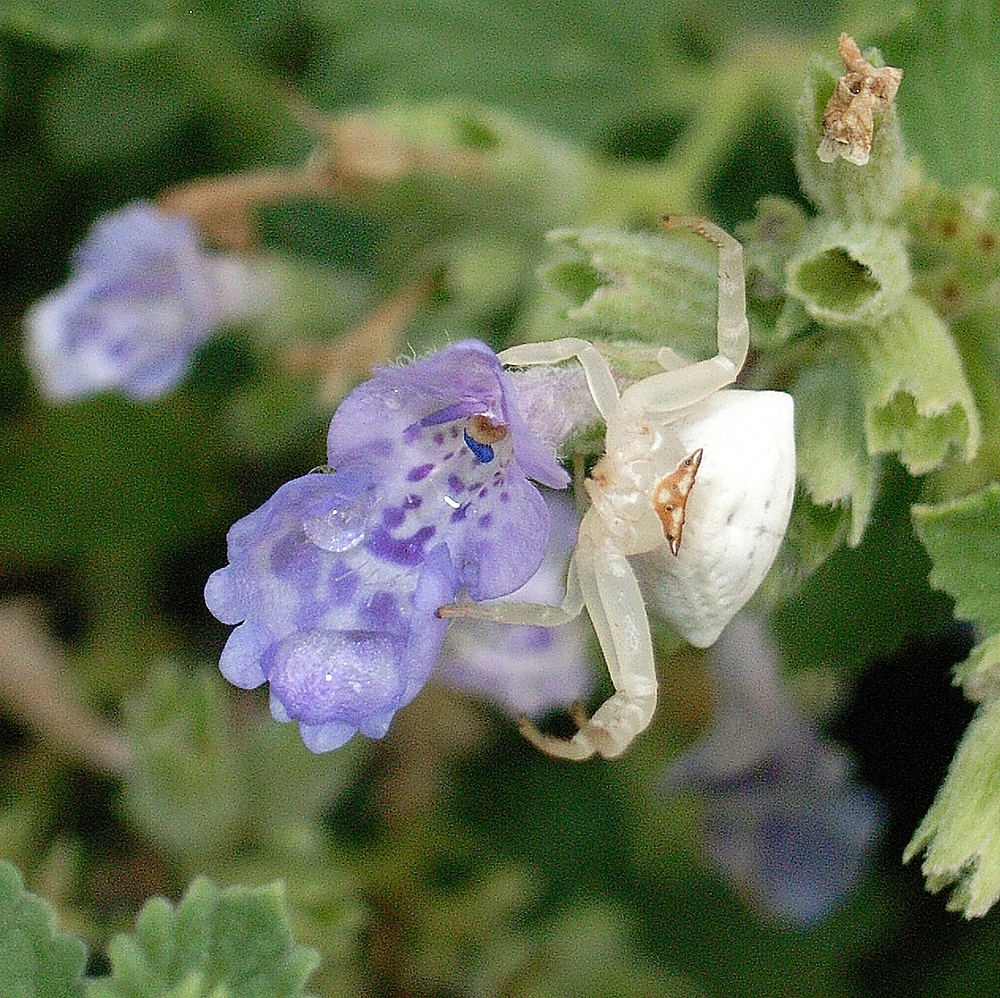
アズチグモ ♀（白い個体）

アヅチグモ（安土蜘蛛、Thomisus labefactus）は クモの一種、カニグモ科アヅチグモ属に属し、日本国内の同科の中では比較的大きい。　斑紋には変異があるが全体に真っ白なのが目を引く。また、とんがり眼鏡をかけたような眼域は特徴的である。
時に珍しがられるが、野外の植物の上に住み、それほど珍しいわけではない。

## 特徴
雌雄の性的二形が著しく、体長にして三倍ほどもメスが大きい。メスの体長は6-8mm、国内のカニグモ科では大きい方である。オスは体長2.2-3.5mmとはるかに小さく、メスと同じような形だが腹部はより目立たない形で、全体に褐色を帯びる。大きさも色も全く異なるため、別々では同種の雌雄とは見られ難い。
頭胸部・眼域
頭胸部は幅の広い卵形、その前面に6個の単眼が位置するが、ここに褐色の帯が入ってその後ろに白い線もあるため個々の眼は目立たない。さらにこの両端は頭胸部の縁から立体的に突き出している。これは前後の側眼の間に横に円錐形の突起があることによるもので、この属とその他いくつかの属のクモにも見られる特徴だが、アズチグモのそれは非常に目立つ。 斑紋も含めてこの左右に突き出した部分がまるで眼鏡かゴーグルをかけているようにも見える。
腹部・斑紋
腹部は後方が幅広いおむすび型、といった形。前端は丸く平らで、後端は大きく丸みがある。一番幅広いところは、両側にやや尖って上面はかすかに稜のようになっている。
斑紋には個体差が大きい。基本的には白いクモで、全身が地色は黄色っぽい白からクリームがかった白である。ほとんど全身が真っ白な個体もあるが、たいていは多少とも褐色の斑紋があり、それは頭胸部では眼のすぐ後ろの両側、腹部では前端中央、そのやや後方に横線、一番幅広い部分に横線が入り、歩脚にも帯が入る。なお前述のメガネのように見える眼域の斑紋は必ず入っている。　また、成虫は後述の擬態のため数日かけて黄色から白まで体色を変化させることができる。ただし斑紋までは変化しないようである。
歩脚
歩脚はしっかりしており、カニグモの通例通り、前二脚は太くて長く、前向きに平らに構える。後ろ二脚はそれらよりはるかに短く、ほとんど腹部を超えない。
名称の由来
名前の由来はよくわかっていない。  なお、漢字では「安土蜘蛛」となるため、厳密には アヅチグモと表記するのが正しいとする説もあるものの、今のところ図鑑などでは アズチグモ と表記されることが多い。

## 習性
野山の草や低木の上に住んでおり、都市部では稀だが人里周辺でも見られる。両前脚を広げてほかの昆虫などを待ち伏せる。花の周辺で擬態し、チョウやハチなど飛来する昆虫を捕らえることが多く、自分より大きな獲物をよく捕らえる。 またハエトリグモなども捕食するとされている。
成熟は夏で、6-8月に成虫が見られる。オスは成熟すると成虫になる前のメスの腹部に乗り、メスが脱皮して成虫になった時に交接する。
産卵は7-8月で、草木の葉を巻くようにしてその内側に卵嚢をつける。メスがその上にいて守っているのが見られる。孵化した幼生が卵嚢から出てくるのは9月頃で、幼生で越冬し、翌年の夏に成熟する。

## 分布
本州から九州まで分布し、国外では韓国と中国から知られる。

## 近縁種等
アズチグモ属 Thomisus はカニグモ科のタイプ属で、世界に約130種、日本には3種のみが知られている。
本州以外の2種は何れも琉球列島に見られ、見かけはアズチグモによく似るがやや大きい。正確な同定には生殖器の観察が必要である。
- アマミアズチグモ （T. kitamurai Nakatsudi, 1943）：琉球列島に分布。（画像）
- オキナワアズチグモ （T. okinawensis Strand, 1907）：沖縄のほか、台湾・フィリピン・タイにも分布。（画像）

なお旧資料では、ウスジロアズチグモ（T. onustoides Boes. et Str., 1906） の記載がある場合もあるが、これは現在はアズチグモのシノニムに含まれている。
- また、シロアズチグモ （T. onustus Walckenaer, 1805） は、ユーラシア大陸のほぼ全域に分布する最も一般的な種のひとつである。 （画像）
白色でないものも多いが、日本国内ではこの和名のためにしばしば誤解されやすい。 俗にアズチグモのうちの特に純白のものを指して" シロアズチグモ " と呼ばれたりして混同されている。T. onustusは、日本各地でも確認されているものの、未だ明確に整理されていないようである。

## 利害
特に目立つものはない。
ただ、そこそこ大きな形で、真っ白の姿が珍しがられることがある。普通種ではあるが知名度も低く一般人が目にする機会も少ないことから、たまに見かけた人が「真っ白のクモを見た」といって博物館などに持ち込むことがある。

## 脚註
1. ↑  全ての（130種以上の）種についてはカニグモ科の種一覧#アズチグモ属 Thomisusを参照。